# Азосполуки

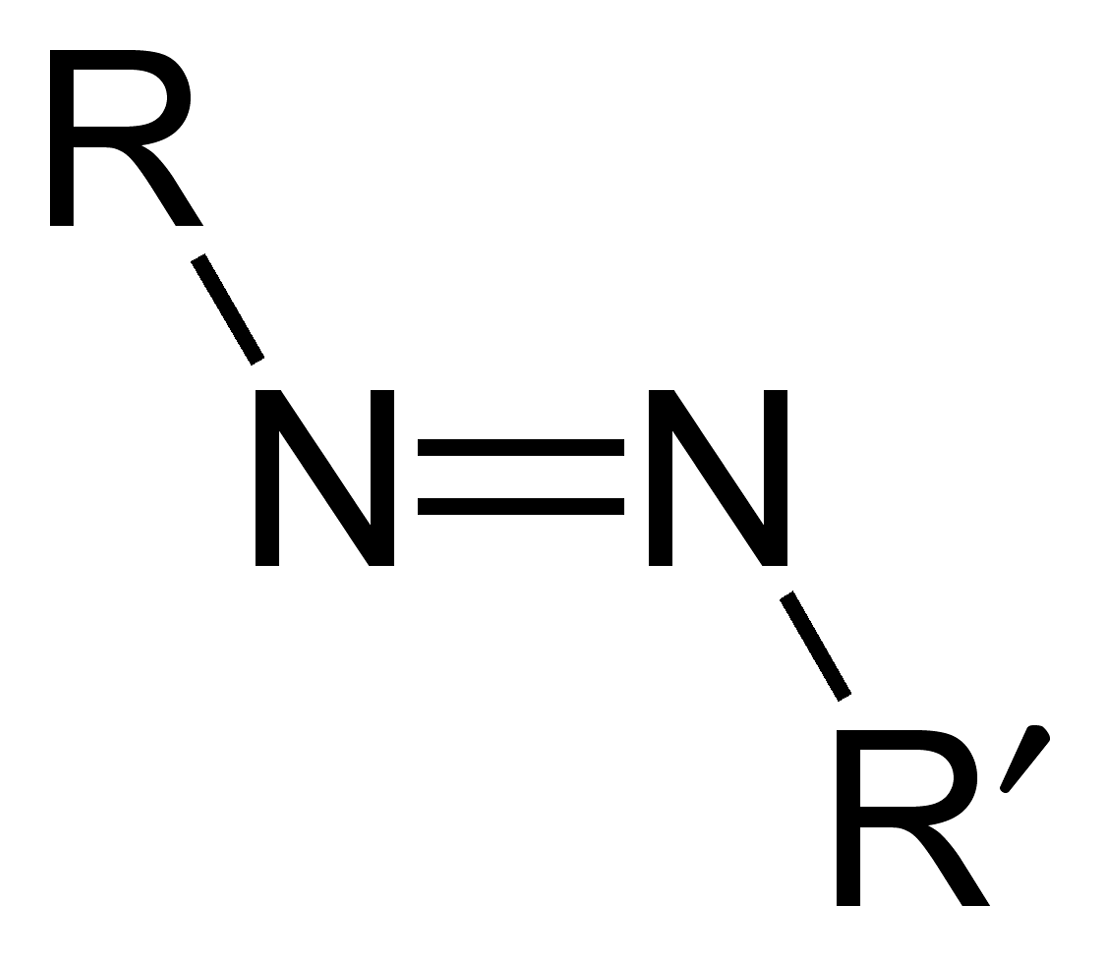
Хімічна формула.

А́зосполу́ки — органічні сполуки, у складі яких є азогрупа -N=N- , зв'язана з двома вуглеводневими радикалами. Відомі азосполуки з двома та більше азогрупами. Це похідні діазену (дііміду)
HN=NH, коли обидва атоми Н заміщені на гідрокарбільні групи. Аліфатичні похідні нестабільні на відміну
від відносно стійких ароматичних заміщених. Пр., азобензен
або дифенілдіазен PhN=NPh.
Азосполуки — кристалічні забарвлені речовини.
Обидва атоми N в цій
групі мають sp2-гібридизацію. Азосполукам притаманна геометрична ізомерія. цис-Азоарени нестійкі, утворюються при опроміненні транс-азоаренів ультрафіолетом.
Мають слабкі
основні властивості Багато з них не реагує з кислотами та лугами. Відновлюються
до гідразосполук (пр., амонійсульфідом), сильними відновниками (солями Ti(III), Cr(II)) — до амінів. Окиснюються (надкислотами) до азоксисполук RN(O)–NR.
Азосполуки одержують відновленням нітросполук, взаємодією нітрозобензолу з ароматичними амінами та діазосполуками. Їх також отримують окисненням похідних гідразину:
{\displaystyle {\ce {R-NH-NH-R +I2 ->R-N=N-R +2HI}}}
Азосполуки використовують як барвники, в медицині та в інших застосуваннях.
Значний внесок у вивчення азосполук зробив український хімік Петро Петрович Алексєєв (1840—1891).